# Jurate Rosales
Jurate Rosales, nome completo Jūratė Regina Statkutė de Rosales (Kaunas, 9 settembre 1929 – Caracas, 4 settembre 2023), è stata una giornalista venezuelana di origine lituana, dottoressa honoris causa dell'Università Lituana delle Scienze dell'Educazione di Vilnius, propugnatrice della tesi dell'origine baltica dei Goti.

## Biografia
Ha iniziato gli studi in Francia, a Parigi dove ha vissuto con i suoi genitori fino al 1938. Suo padre, Jonas Staktus, fu direttore del Dipartimento di sicurezza dello Stato di Lituania nel periodo tra le due guerre mondiali. Dopo l'invasione sovietica, Staktus fu arrestato il 6 luglio 1940 insieme a Augustinas Povilaitis e il generale Kazys Skučas e trasferito coattamente alla prigione di Butyrka a Mosca.
Alla fine della seconda guerra mondiale, Jūratė Regina Statkutė si è trasferita nuovamente in Francia, dove ha studiato latino e francese, ottenendo il diploma per insegnare in quella lingua. Successivamente ha continuato i suoi studi negli Stati Uniti, alla Columbia University di New York, dove ha insegnato spagnolo, inglese e tedesco.
Nel 1960 si è sposata con l'ingegnere venezuelano Luis Rosales, dal quale ha avuto cinque figli: Luis, Juan, Sarunas, Rimas e Saulius. Ha mantenuto la sua cultura di origine anche in Venezuela, e nella sua casa si parlano correntemente spagnolo e lituano.
Dal 1983 è redattrice della rivista di opposizione «Zeta». Oltre ai suoi articoli settimanali e al suo lavoro editoriale, collabora continuativamente con la rivista «El Nuevo País» e partecipa a interviste sulla radio, televisione e internet. Nel 1989 viene nominata dall'organizzazione dei giornalisti dell'America Iberica personalità dell'anno.
Ha pubblicato studi in Venezuela, Spagna, Stati Uniti e Lituania nei quali sostiene l'ipotesi che i Goti non erano un popolo germanico, ma baltico. 
Rosales segue la strada già percorsa da eruditi quale il prussiano Matheus Praetorius (Orbis gothicus, 1688; Mars Gothicus, 1691), o come i lituani Alexander M. Račkus (Guthones, the Goths, kinsmen of the Lithuanian people, 1929), Simanas Daukantas, Česlovas Gedgaudas, e il linguista lituano Kazimieras Būga.. Posizioni simili sono state espresse dallo studioso Sundeep S. Jhutti
Nel 2013 il regista Stasio Petkaus ha realizzato un documentario interamente dedicato al suo lavoro.

## Tesi dell'origine baltica dei Goti
Jurate Rosales sostiene che l'identificazione dei Goti come un popolo germanico è sbagliata, a differenza della storia accademica ufficiale, sulla base della storia dei Goti scritta da Giordane (sunto del VI secolo della opera perduta di Cassiodoro), della Primera Crónica General (XIII secolo) del re di Castiglia Alfonso X, insieme a dati archeologici, storici e linguistici.
L'errore si sarebbe prodotto nel 1769, quando l'erudito svedese Johan Ihre concluse che la lingua nella quale venne scritta la Bibbia di Wulfila (l'unico testo conosciuto in gotico) era di tipo germanico, ma questo senza tener conto che era stato tradotto per una piccola popolazione di Goti che viveva sulle sponde del Danubio, chiamata da Giordane i "piccoli Goti", circondata da una popolazione germanica più grande, che avrebbe parlato un idioma baltico mescolato con elementi germanici. Prima di questo presunto errore, gli abitanti dell'Europa nordorientale che non erano Germani erano chiamati Geti, Gethas o Getes, cioè Goti, nelle cronache medievali, tra le quali Būga e Rackus, linguista lituano dell'inizio del XX secolo, collezionarono numerosi casi, come:
- Gethas id est Letwanos, Chronicon polonisilesiacum, circa 1278 (I Goti, ossia, i lituani)
- Gete dicuntur Lithuani, Prutheni et alias ibidem gentes, W. Kadlubek, secolo XII (Goti sono chiamati i lituani, i prussiani ed altre genti come loro).[11]

Rosales propone che l'isola di Scandza, luogo d'origine dei Goti, viene identificata con l'istmo di Curlandia invece che la Scandinavia e con l'isola di Gotland, basandosi sulla descrizione che si fa nella Crónica, la quale situa alla Scandza nel seno Codano, nome che si dava nell'antichità alla baia di Danzica (Codanus sinus), e nella vicinanza al tratto finale e alla foce della Vistola, e perché il nome in lituano dell'istmo (kuršių) nerija significa la stessa cosa di Scandza ‘che si sommerge’.
Afferma quindi che il territorio posseduto dai Goti o Geti fin dalla metà del II millennio e durante il I millennio a.C. era l'Europa centrorientale, da dove fecero incursioni in Asia arrivando fino all'India. In questo modo la studiosa finisce per suggerire che la continuità millenaria della popolazione e della sua cultura nel territorio nord-orientale dell'Europa consenta di identificare i Baltici con i primi indoeuropei, poiché questa è la regione da cui sono partite le migrazioni che hanno creato il mondo indoeuropeo.
Rosales sostiene che la battaglia raccontata da Alfonso X tra i Goti di re Thanauso e gli Egizi di re Vesoso potrebbe essere identificata con la campagna di conquista di Ramses II nel 1270 a.C., secondo Giordane la battaglia sarebbe stata combattuta vicino alla città di Fasi, situata sulle rive del Mar Nero.. Allo stesso modo, sostiene che le Amazzoni furono le mogli dei guerrieri di quella spedizione che si stabilirono in India.
Per quanto riguarda l'aspetto linguistico, Rosales riprende la tesi dello studioso lituano Česlovas Gedgaudas, secondo cui l'etimologia di goto si deve far risalire al verbo baltico gaudo ‘afferrare’, che "poteva riferirsi a un uomo che afferra una bestia e pertanto al mandriano, o a un uomo che cattura un schiavo, per tanto al guerriero", e da parte sua sostiene che la voce con la quale si parla di Dio nelle lingue germaniche (Gott, God ecc.) è identica a goto, perché i Goti stessi avrebbero deificato i propri re.
Per ultimo, Rosales ritiene che i dialetti baltici influirono significativamente nella fonetica e nel lessico del latino della Penisola iberica, e addirittura che alcune parole e cognomi spagnoli siano d'origine baltica.
Queste sue teorie che vedrebbero una attiva partecipazione delle tribù baltiche durante le cosiddette "invasioni barbariche" del Völkerwanderung del periodo 200-600 d.C., come causa del crollo dell'impero romano d'Occidente sono uno degli elementi utilizzati per costruire l'identità nazionale, alla Lituania, piccola e moderna nazione fornendole un importante passato storico

## Critiche
Il linguista e storico lituano Zigmas Zinkevičius, membro dell'Accademia lituana di scienze, ritiene che questa tesi sia falsa e la qualifica come "non scientifica", mentre ne riconosce l'impatto e la diffusione nella società lituana, che attribuisce a una propaganda nazionalista. I professori Alvydas Butkus e Stefano M. Lanza, in un articolo, sostengono che si tratti di una teoria pseudostorica e commentano gli errori metodologici dell'autrice, che arriva a forzare le fonti e a usare parole inesistenti in lituano.

## Opere
- (EN) Jurate Rosales, Goths and Balts: The Missing Link of European History, Vydunas Youth Fund, 2004.
- (ES) Jurate Rosales, Idiomas bálticos y figuras de la penísula ibérica, Chicago, Fundación Cultural Devenis, 1985.
- (ES) Jurate Rosales, Los godos (2 Vol.), Caracas, Ediciones de la Revista Zeta, 1998.
- (ES) Jurate Rosales, Los godos (2 Vol.), Barcellona, Ariel, 1999.
- (ES) Jurate Rosales, Godos y bálticos, Chicago, Fundación juvenil Vydunas, 2004.
- (LT) Jurate Rosales, Didžiosios apgavystės, Vilnius, Baltijos Kopija, 2007, ISBN 978-9955-568-54-4.
- (LT) Jurate Rosales, Senasis aisčių giminės metraštis, Kaunas, Česlovo Gedgaudo Labdaros Fonda, 2009, ISBN 978-9986-966-01-2.
- (LT) Jurate Rosales, Europos šaknys, 2011, ISSN 1392-9127 (WC · ACNP).

## Film su Jurate Rosales
- Jūratė Statkutė de Rosales. Pasišventusi senajai protėvių istorijai ir Lietuvai, regia di Stasio Petkaus (2013) (documentario)